# 斯威姆 (阿拉巴馬州)
斯威姆（英語：Swaim）是一個位於美國阿拉巴馬州傑克遜縣的非建制地區。該地的面積和人口皆未知。

## 地理
斯威姆的座標為34°52′10″N 86°11′54″W / 34.86944°N 86.19833°W，而該地的平均海拔高度為203米（即666英尺）。